# Пудовкин, Сергей Николаевич
Серге́й Никола́евич Пудо́вкин (род. 13 августа 1971) — советский и российский продюсер, бизнесмен.

## Биография
Родился 13 августа 1971 года. В юности мечтал о комсомольской карьере, хотел стать членом Политбюро.
В 1988 году окончил школу № 365 города Москвы. В 1993 году окончил МПГУ (бывш. МГПИ им. Ленина).
15 лет он работал организатором концертных туров. Занимался бизнесом, имел собственный ресторан в Москве.
Работать со знаменитостями Сергей начал ещё в конце 1988 года , когда стал промоутером только появившейся тогда группы «На-на».
В конце 1999 года Пудовкин едет в Одессу, где в одном из ночных клубов попадает на выступление Виталия Грачёва. Пудовкина поразил не только вокал 19-летнего парня, но также его артистизм, подача, эмоции. Пудовкин предлагает Виталию Грачёву (Витасу) свои услуги в качестве продюсера и приглашает его в Москву. Сергей часто сопровождает певца Витаса на гастролях в Китае и даже снялся вместе с ним в клипе. Перед тем, как выйти на большую сцену, Виталий 8 месяцев работает с двумя педагогами над своей речью и пластикой, вместе с Пудовкиным они создают характерный вокал, образ, костюмы и готовят  первую программу.
В настоящее время Сергей Пудовкин является представителем следующих артистов:
1. Лариса Долина
2. Аскар Абдразаков
3. Александр Буйнов
4. Родион Газманов
5. Витас
6. Ольга Будина
7. Сергей Войтенко
8. Александра Воробьёва
9. Елизавета Долженкова
10. Лада Дэнс
11. Глеб Матвейчук
12. Анастасия Макеева
13. Руслан Осташко и группа НАШИ
14. Александра Ребенок
15. Олег Шаумаров
16. Аглая Шиловская

## Личная жизнь
Женат, имеет четырёх детей.

## Цитаты
- «Я избегаю всех тех банальностей, на которых строится масс-культура. Именно поэтому я запретил ротацию песен Витаса на некоторых радиостанциях. Я не хочу, чтобы „Опера № 2“ звучала где-то между „белыми розами“ и „красными тюльпанами“. Витас — личность невероятной цельности, невероятной голосовой культуры и невероятного артистического благородства. Он чрезвычайно нестандартен в плане совершенно экстравагантного, нездешнего склада личности. Не думаю, что журналисты готовы к общению с ним. Так что воспринимайте меня как проводника между Витасом и остальным миром»[1].